# 徐启方
徐启方（1965年8月—），陕西汉滨人，1986年7月参加工作，1986年7月加入中国共产党，在职中南财经政法大学高级管理人员工商管理硕士。现任中共中央港澳工作办公室（国务院港澳事务办公室）分管日常工作的副主任（正部长级）。曾任陕西省人民政府副省长，中共海南省委常委、组织部部长，中共海南省委副书记、政法委书记、中共中央组织部副部长等职务。

## 简历

### 陕西省
曾任安康地区商贸局副局长、商业局副局长，中共汉阴县委常委、县人民政府常务副县长。
1999年7月任汉阴县人民政府县长。2001年11月，任石泉县人民政府县长。2002年12月，任中共石泉县委书记。
2005年11月，任中共安康市委常委、秘书长。2010年3月，任中共安康市委常委、市人民政府常务副市长。2013年1月，任中共安康市委副书记、市人民政府代市长，同年4月当选为市长。2017年6月，任中共宝鸡市委书记。2018年2月，当选为第十三届全国人大代表。
2018年7月，被任命为陕西省人民政府副省长。

### 海南省
2021年1月，调任中共海南省委常委、组织部部长。2021年12月至2022年4月期间，兼任中共儋州市委书记、洋浦经济开发区工委书记。2022年4月，任中共海南省委副书记、政法委书记。

### 中组部
2022年10月，调任中共中央组织部副部长。2023年2月，兼任国家公务员局局长。2025年2月，不再担任国家公务员局局长。

### 港澳办
2025年7月，升任中共中央港澳工作办公室（国务院港澳事务办公室）分管日常工作的副主任（正部长级）。22日至25日，率隊赴香港及澳門特別行政區開展調研工作，期間與兩地特區政府相關部門負責人進行了深入座談，實地走訪香港北部都會區及橫琴粵澳深度合作區重點建設項目。